# Митрофановка (Восточно-Казахстанская область)
Митрофановка (каз. Митрофановка) — село в Уланском районе Восточно-Казахстанской области Казахстана. Входит в состав Багратионовского сельского округа. Код КАТО — 636243200.

## Население
В 1999 году население села составляло 488 человек (246 мужчин и 242 женщины). По данным переписи 2009 года, в селе проживали 423 человека (206 мужчин и 217 женщин).